# De nacht van de tijger
De nacht van de tijger is een misdaadroman uit 1963 van Robert van Gulik, uit zijn Rechter Tie-serie. Het verhaal speelt in de winter van 676 na Christus.

## Verhaal
Op reis naar de hoofdstad van het Chinese Keizerrijk, wordt Rechter Tie op een koude wintermiddag door het overstromen van de Gele Rivier overvallen. Hij belandt alleen in een versterkt landhuis, dat geïsoleerd op een nieuw gevormd rotsachtig, bebost eiland ligt. Het eiland herbergt ook een roversbende, die de bewoners van het landhuis bedreigt. Als het goud, dat voor hun losgeld was bestemd, blijkt te zijn verdwenen, heeft Rechter Tie er ook een misdaad in het landhuis zelf bij. Uiteindelijk ontrafelt hij een ingenieus complot van de dochter des huizes.

## Vormgeving
De Chinese staatsman Tie-Jen-Tsjiè is een historische figuur, die van 630 tot 700 leefde. Hij stond bij zijn volk bekend als een scherpzinnig speurder, en leeft als zodanig in talloze vertellingen voort. De sinoloog Robert van Gulik heeft dit gegeven als basis voor zijn Rechter Tie-serie gebruikt.
Ook bij De nacht van de tijger heeft Van Gulik zijn fictieve plot in de Chinese samenleving van Tie's tijd ingebed. Een van de aspecten daarvan is, dat er in een Rechter Tie-mysterie niet op een mensenleven meer of minder wordt gekeken. Al was het maar omdat de Chinese wet uit die tijd in een variëteit aan doodstraffen voorziet.
Maar het sleutelkenmerk van alle Rechter Tie-verhalen is, dat Van Gulik zijn lezers volledig laat delen in de wiskundige precisie waarmee hij Rechter Tie zijn complexe plot laat oplossen. De illustraties in Chinese stijl, door Van Gulik zelf, mogen hierbij niet onvermeld blijven.